# Linsey MacDonald
Linsey MacDonald (Reino Unido, 14 de febrero de 1964) es una atleta británica retirada, especializada en la prueba de 4x400 m en la que llegó a ser medallista de bronce olímpica en 1980.

## Carrera deportiva
En los JJ. OO. de Moscú 1980 ganó la medalla de bronce en los relevos 4x400 metros, con un tiempo de 3:27.74 segundos, llegando a meta tras la Unión Soviética (oro) y Alemania del Este (plata), siendo sus compañeras de equipo: Michelle Probert, Joslyn Hoyte-Smith y Donna Hartley.